# Reformierte Kirche Scheid GR

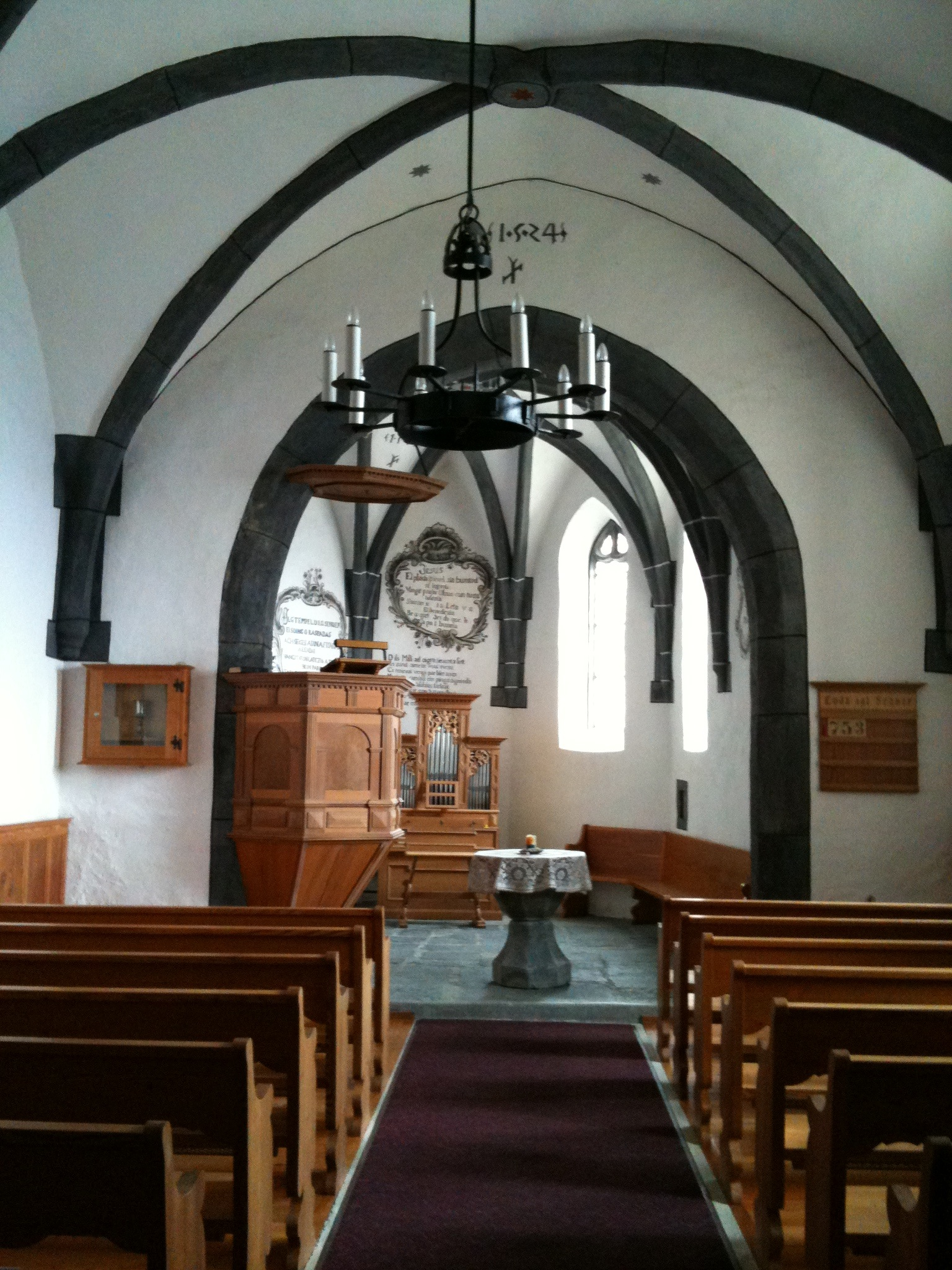
Blick in den Chor

Die reformierte Kirche in Scheid im Ausserdomleschg ist ein evangelisch-reformiertes Gotteshaus unter dem Denkmalschutz des Kantons Graubünden.

## Geschichte und Ausstattung
Die heutige Kirche wird ersturkundlich 1447 unter dem Patrozinium des Simeon von Trier erwähnt. Bis Mitte des 16. Jahrhunderts war sie Filialkirche der Pfarrei in Tumegl/Tomils. Endgültig von dieser löste sie sich mit der Annahme der Reformation, die recht spät erst um das Jahr 1600 erfolgte. Danach bestand bis 1654 eine Pfarrunion mit Feldis.
Der Turm mit Zeltdach und einstöckigem Glockengestühl überragt die Kirche um das Doppelte. Im Inneren schliesst linksseitig eine polygonale Kanzel mit einem auf das Jahr 1588 zurückgehenden Schalldeckel den Chor vom Kirchenschiff ab. Im mit Netzgewölbe überzogenen Chor bilden der zentrale Taufstein, der zugleich als Abendmahlstisch dient, und die dahinter stehende Orgel der Firma Späth mit dreigegliedertem Prospekt und drei Registern eine Einheit.

## Kirchliche Organisation
Die Evangelisch-reformierte Landeskirche Graubünden führt Scheid als Predigstätte der Pastorationsgemeinschaft Ausserdomleschg. Die Pfarrhäuser befinden sich in Feldis und Almens.

## Galerie

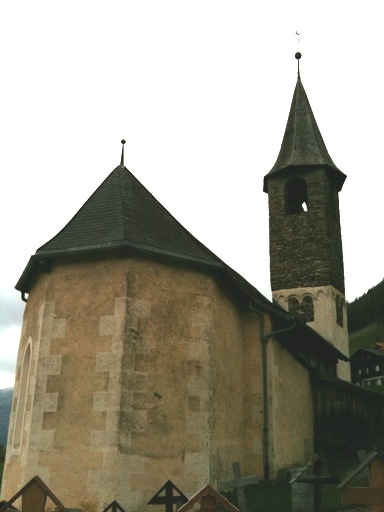
Aussenansicht
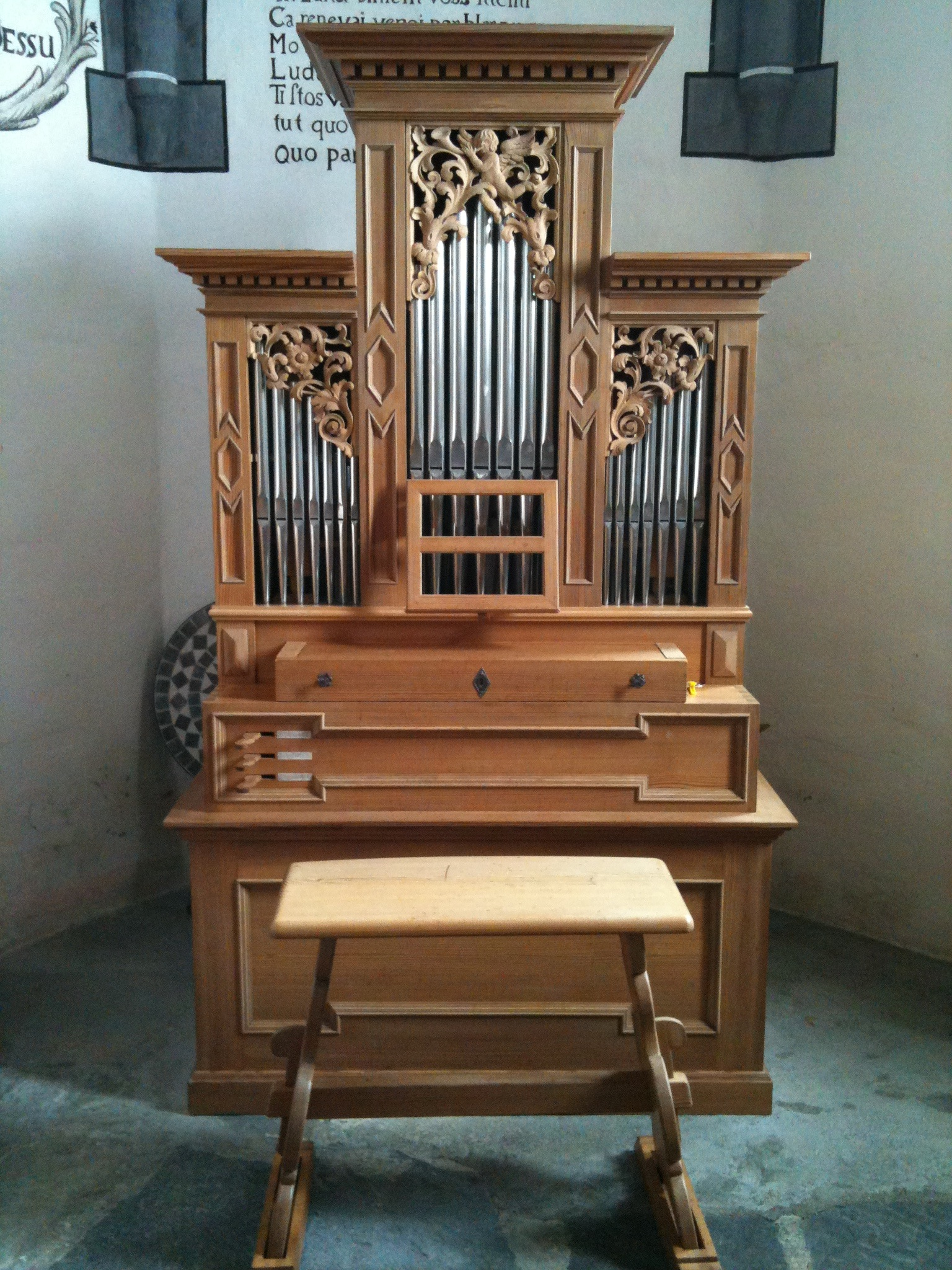
Orgel
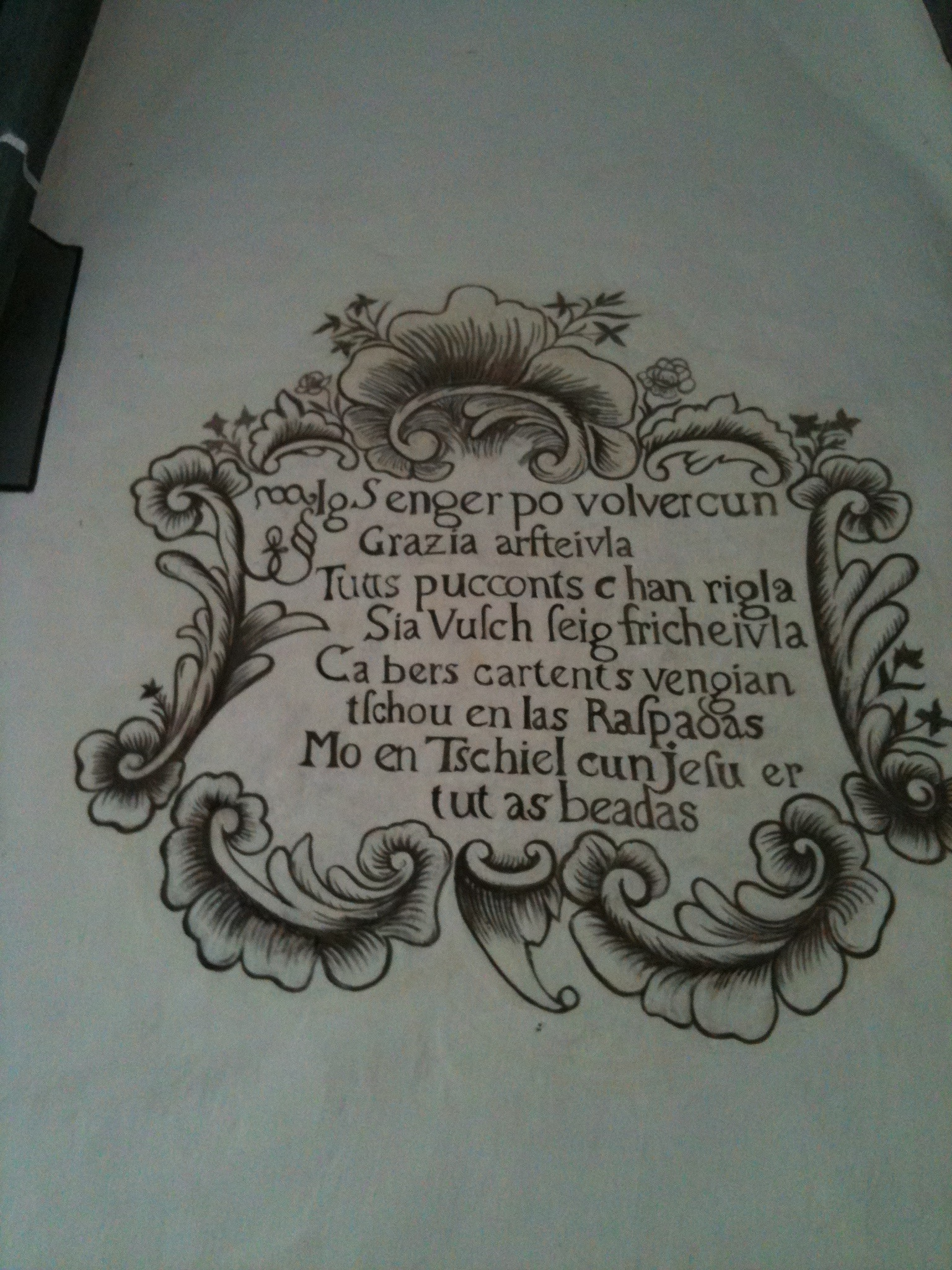
Wandinschrift auf Sutsilvan
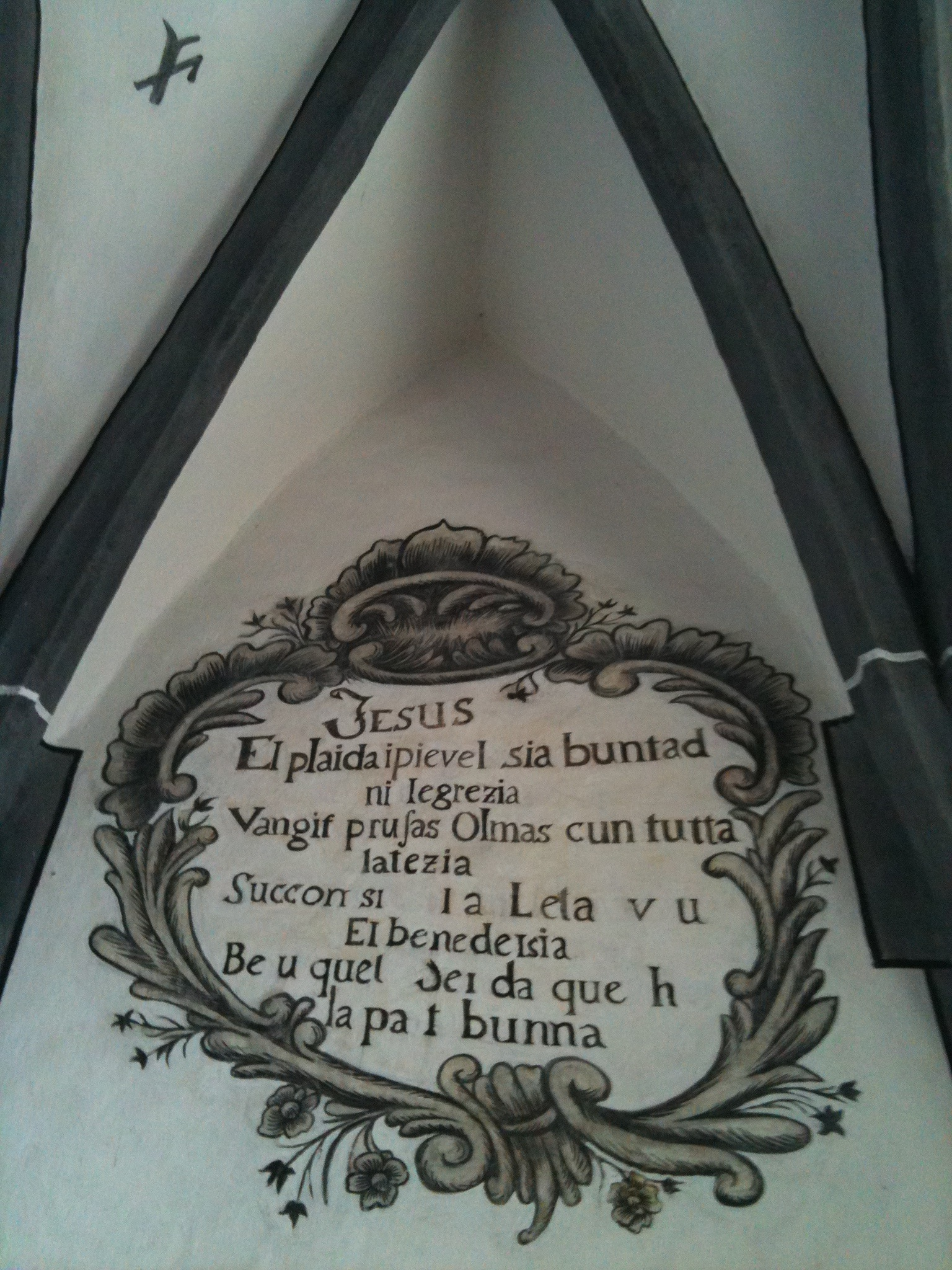
Sutselvische Wandinschrift
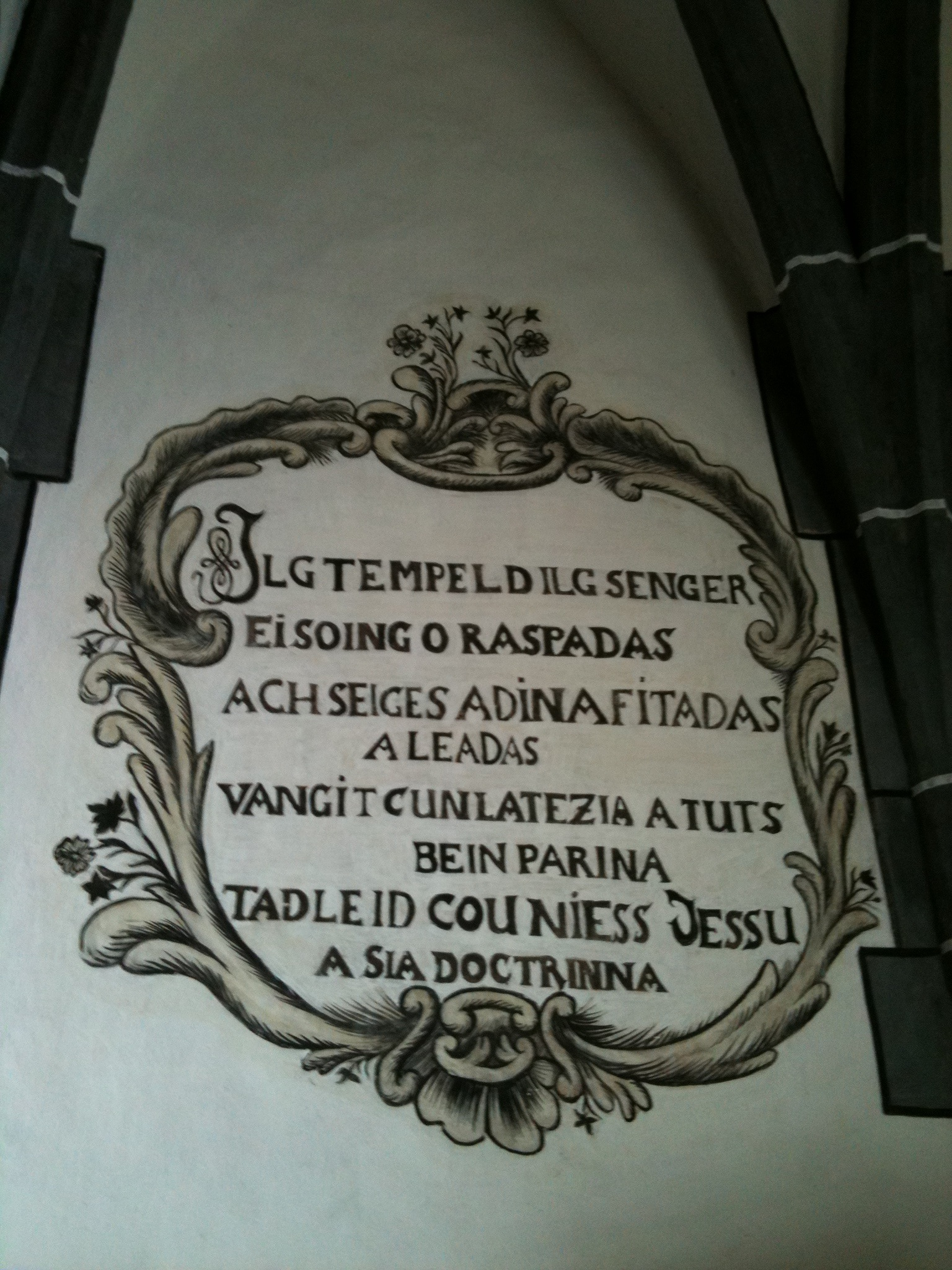
Sutselvische Wandinschrift
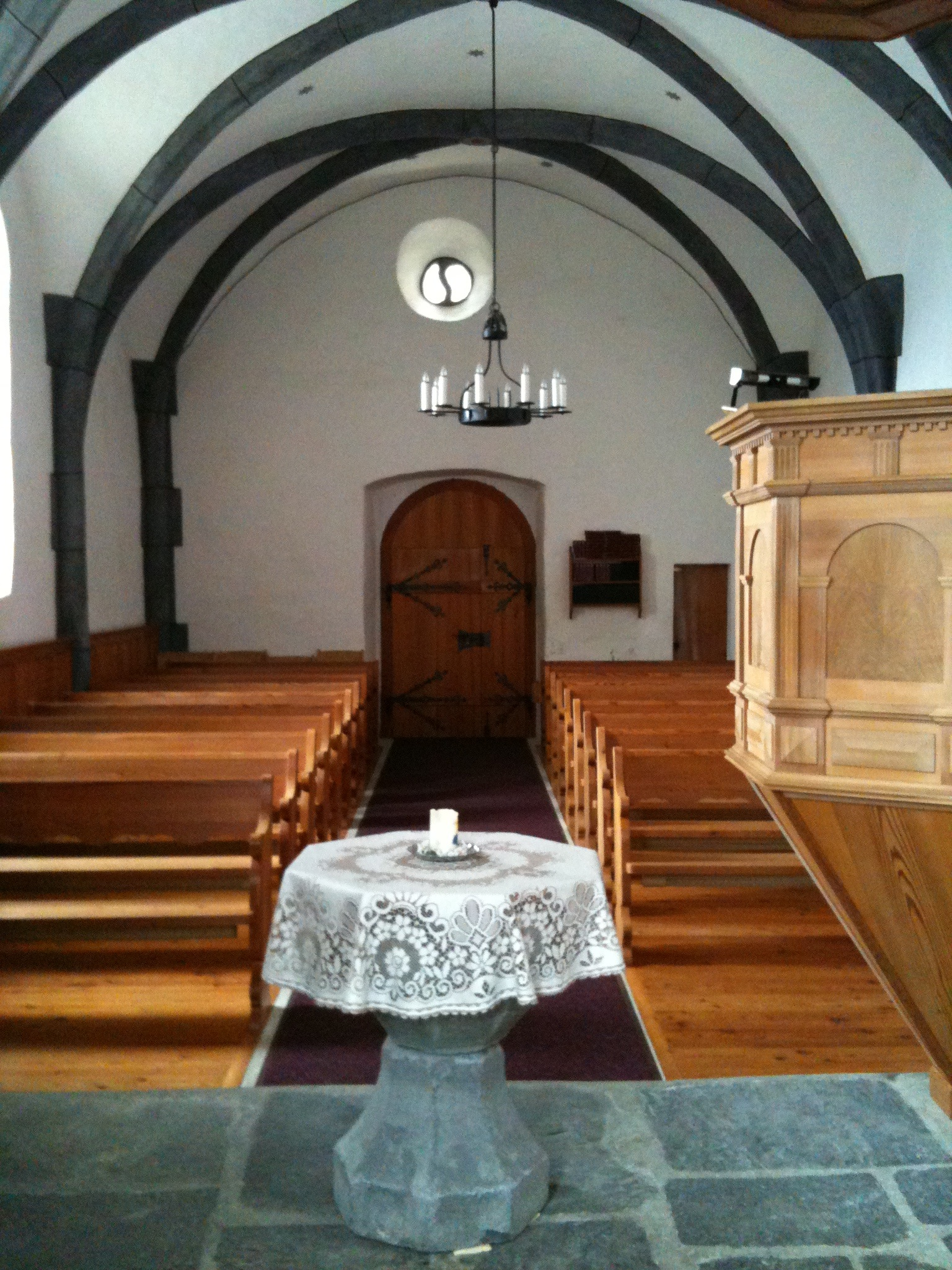
Blick aus dem Chor in das Schiff
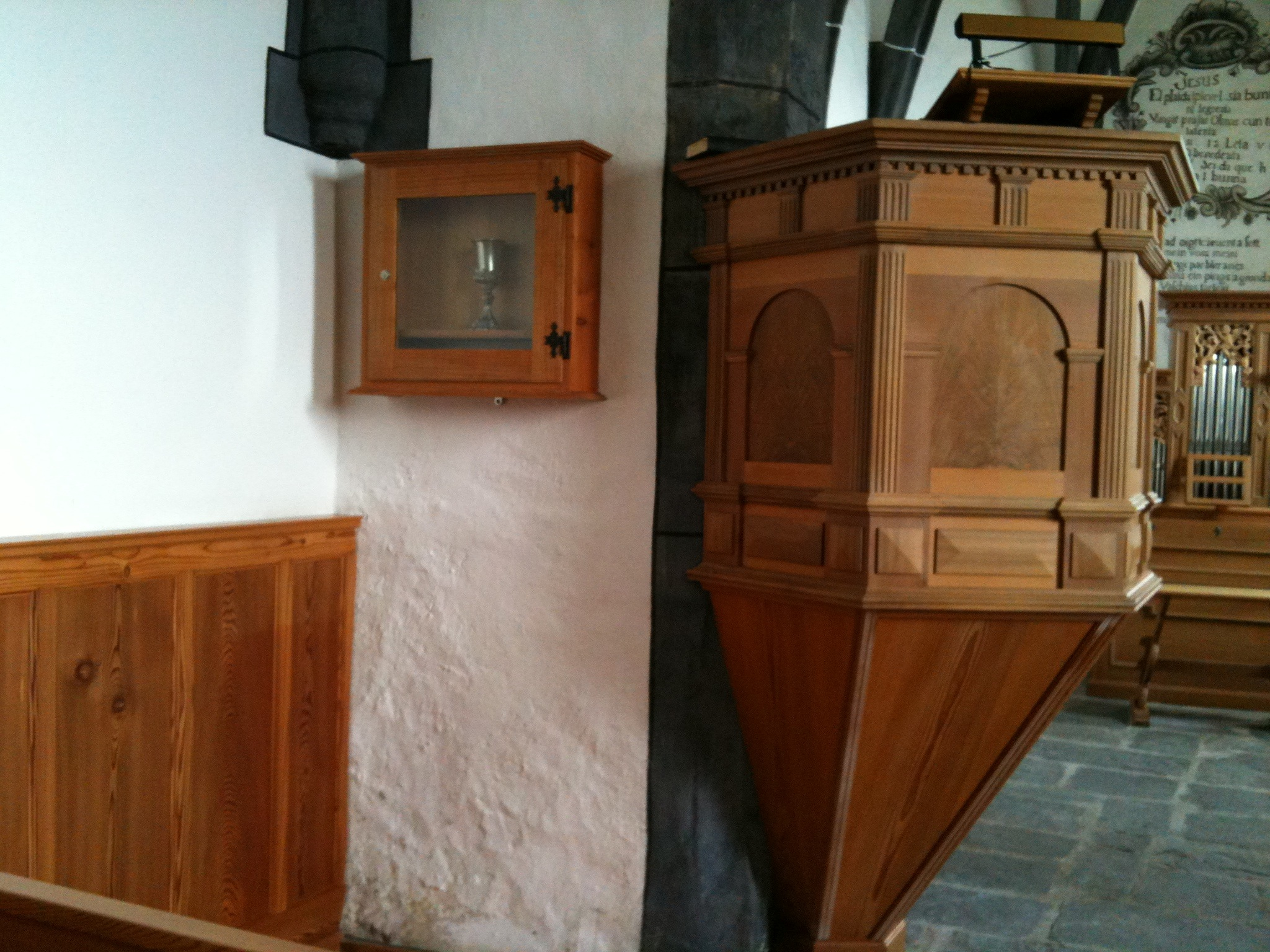
Kanzel und Wandschrank mit Abendmahlskelch
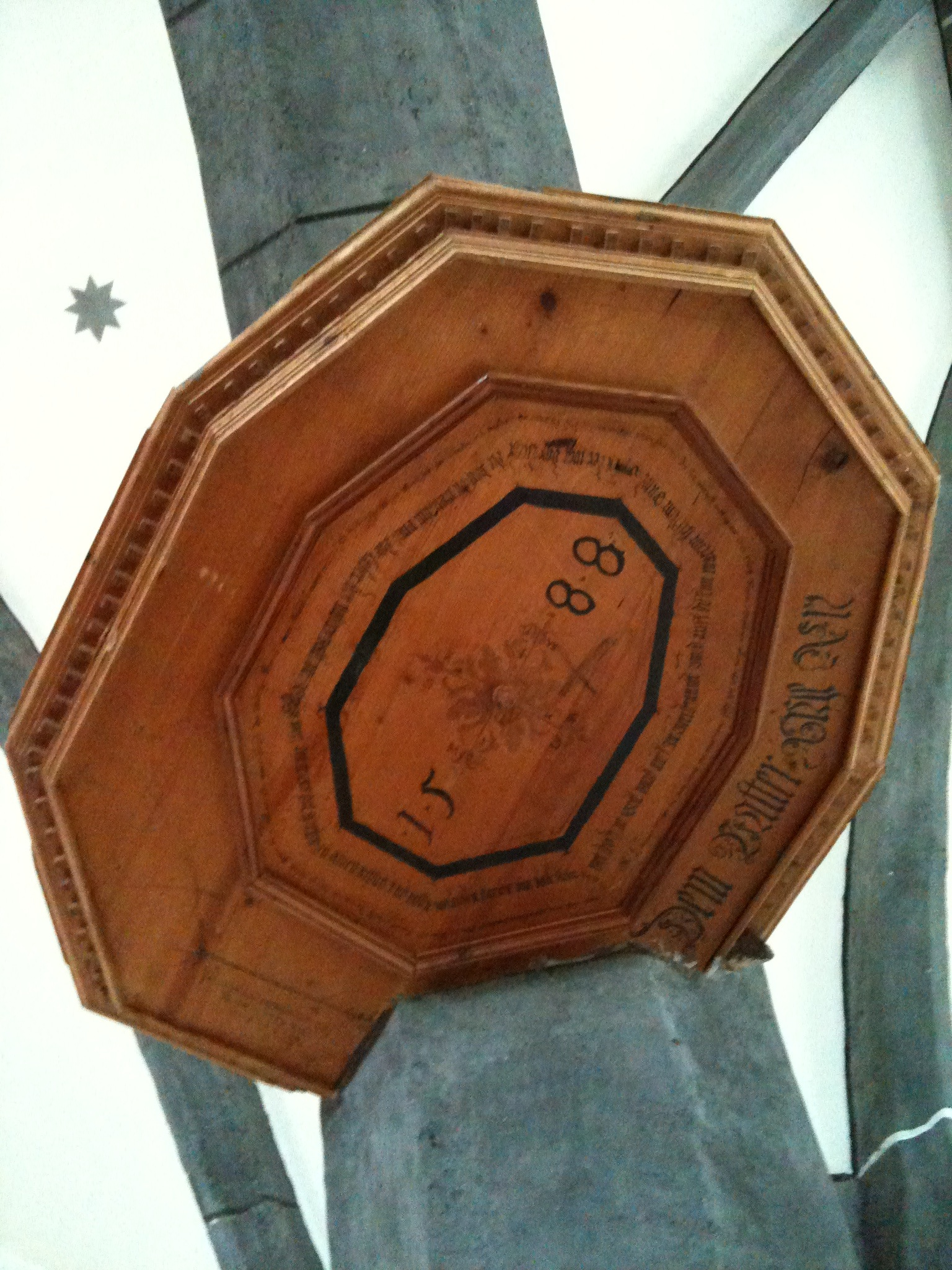
Schalldeckel aus dem Jahr 1588
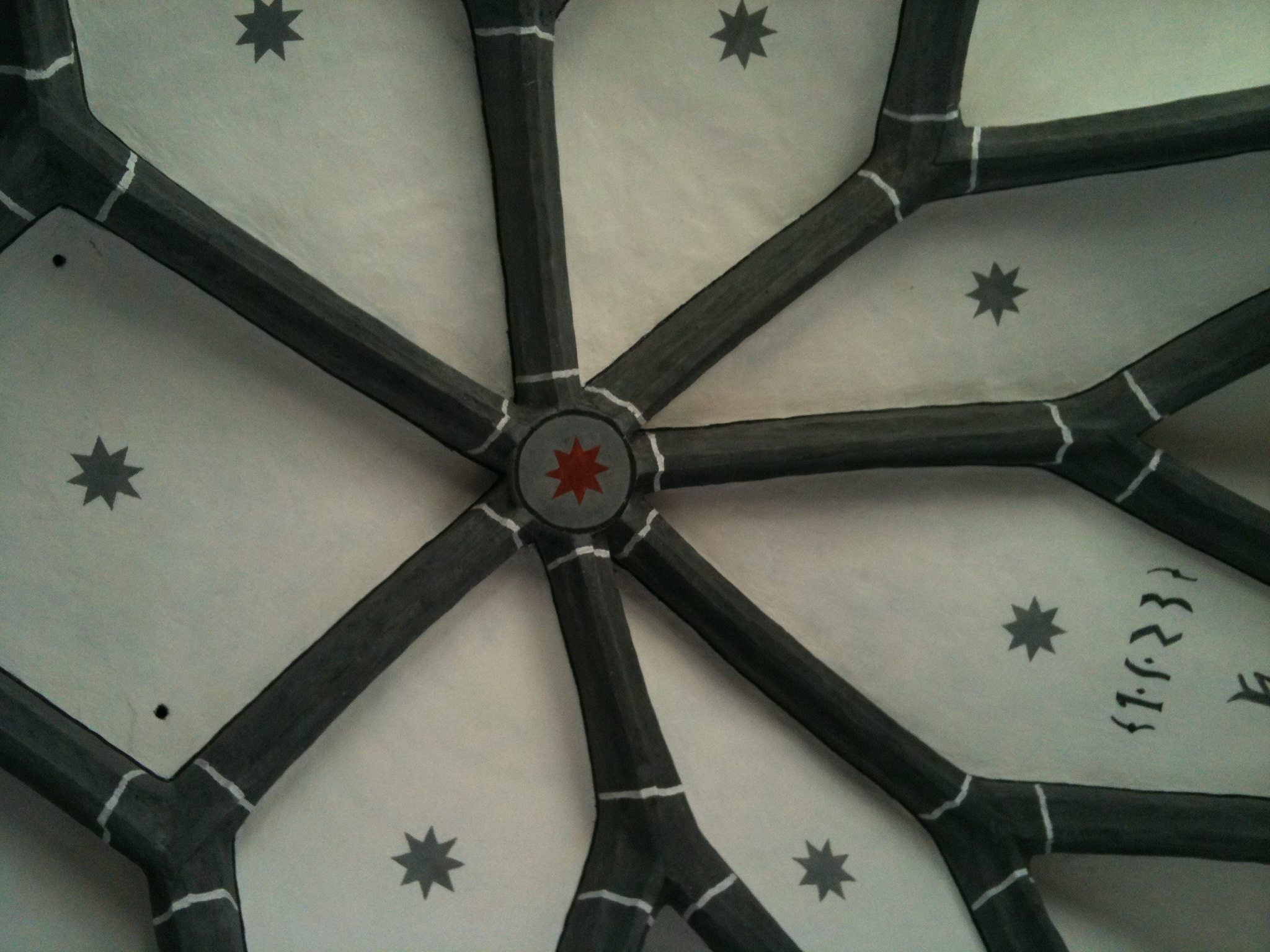
Netzgewölbe im Chor